# Bunschoten
Bunschoten este o comună și o localitate în provincia Utrecht, Țările de Jos. 

## Localități componente
Bunschoten, Spakenburg, Eemdijk, Zevenhuizen.